# Phylidorea (Phylidorea) longicornis pietatis
Phylidorea (Phylidorea) longicornis pietatis is een ondersoort van de tweevleugelige Phylidorea (Phylidorea) longicornis uit de familie steltmuggen (Limoniidae). De ondersoort komt voor in het Palearctisch gebied.